# تونی لورمور
تونی لورمور (انگلیسی: Tony Lormor؛ زادهٔ ۲۹ اکتبر ۱۹۷۰) بازیکن فوتبال اهل بریتانیا است.
از باشگاه‌هایی که در آن بازی کرده‌است می‌توان به باشگاه فوتبال نوریچ سیتی، باشگاه فوتبال هارتل پول یونایتد، باشگاه فوتبال چسترفیلد، باشگاه فوتبال پرستون نورث اند، باشگاه فوتبال هینور تاون، باشگاه فوتبال پیتربورو یونایتد، باشگاه فوتبال نوتس کانتی، باشگاه فوتبال شروزبری تاون، باشگاه فوتبال منزفیلد تاون، باشگاه فوتبال لینکولن سیتی، و باشگاه فوتبال نیوکاسل یونایتد اشاره کرد.